# 2019冠狀病毒病阿爾及利亞疫情
2019冠狀病毒病阿爾及利亞疫情介紹在2019冠状病毒病疫情中，在阿尔及利亚發生的情況。首例病人於2020年2月25日確診。

## 年表
2月25日晚，阿尔及利亚卫生、人口和医疗改革部于当地时间公布，阿尔及利亚首位2019新型冠状病毒感染者确诊。阿卫生、人口和医疗改革部长阿卜杜拉赫曼·本布齐德称，该确诊患者为一名意大利籍男性，该名患者于2月17日抵达阿尔及利亚，并有一名同行游客，目前其同伴检测结果为阴性。
据阿尔及利亚卫生部当地时间3月12日的消息，阿尔及利亚新增2例确诊病例，分别为一名53岁的女性及其24岁的女儿，两人已被隔离。
截至2020年3月3日，阿尔及利亚卫生部宣布已累计确诊五例感染病例，阿方已对其采取隔离治疗等措施。
3月3日，阿尔及利亚卫生部表示，该国新增3例确诊病例，使该国确诊病例总人数增至8人。阿尔及利亚卫生部在一份声明中说，这8名患者包括来自同一家庭的7名阿尔及利亚人，以及1名意大利人。

### 引用
1. ↑  人民日报. . Baijiahao.baidu.com. 2000-01-01  [2020-03-05].
2. ↑  金融界. . Baijiahao.baidu.com. 2000-01-01  [2020-03-05].
3. ↑  .   [2020-03-04]. （原始内容存档于2020-03-05）.
4. ↑  .   [2021-01-25]. （原始内容存档于2020-03-04）.